# Ojo Zarco, Guanajuato
Ojo Zarco är en ort i Mexiko.   Den ligger i kommunen Apaseo el Grande och delstaten Guanajuato, i den centrala delen av landet, 200 km nordväst om huvudstaden Mexico City. Ojo Zarco ligger 2 019 meter över havet och antalet invånare är 337.
Terrängen runt Ojo Zarco är kuperad norrut, men söderut är den platt. Runt Ojo Zarco är det ganska tätbefolkat, med 149 invånare per kvadratkilometer. Närmaste större samhälle är El Pueblito, 19,5 km sydost om Ojo Zarco. Trakten runt Ojo Zarco består till största delen av jordbruksmark.